# Mel & Kim

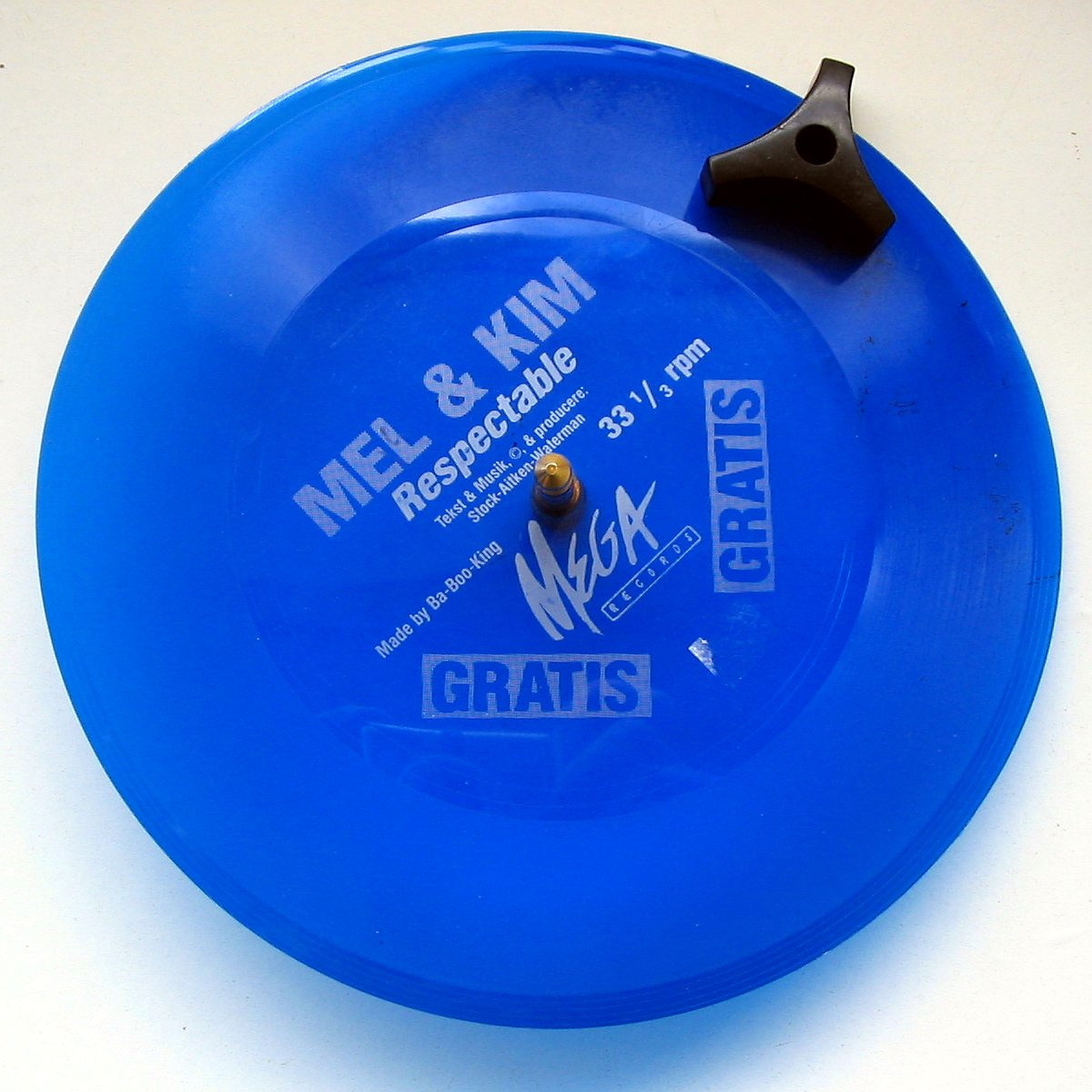
Vinyle du single Respectable de Mel & Kim.

Mel & Kim est le nom d'un groupe musical anglais composé par les deux sœurs Mélanie et Kimberly Appleby et qui a connu le succès entre 1986 et 1988, avant que Melanie, atteinte d'un cancer, meure en janvier 1990, à l'âge de 23 ans.
Les deux sœurs seront numéro 1 des charts au Royaume-Uni en 1987 avec leur single Respectable.

## Biographie
Mélanie (née le 11 juillet 1966, décédée le 18 janvier 1990) et Kimberly (née le 28 août 1961) avaient été repérées comme d'excellentes danseuses dans un club londonien. Approchées par les producteurs anglais incontournables de la fin des années 1980, Stock, Aitken et Waterman, un contrat leur est proposé par Supreme Records en 1985 ; elles commencent à enregistrer des tubes cultes.
Plusieurs singles à succès, dans la tendance dance s'enchaînent. On se souvient, entre autres de :
- Showin' Out 1986
- Respectable 1987
- F.L.M (Fun Love & Money) 1987
- I'm The One Who Really Loves You  1987 (USA)
- That's the Way It Is 1988

Un album F.L.M. suivra.
Mélanie, la plus jeune sœur, a un accident sur scène lors d'une chorégraphie et doit être opérée de la moelle épinière. Elle meurt en 1990 des suites d'un cancer. Kim renouera brièvement avec le succès deux ans plus tard, mais avec un seul album, sous le nom de Kim Appleby (avec un tube, Don't Worry au début des années 1990).
Le duo reste une référence culte dans la culture dance 80 et le début de la pop house.